# Скакун Ольга Федорівна
Скакун Ольга Федорівна (нар. 16 березня 1937 р. у м. Слов'янськ Донецької обл. (тоді — Сталінська обл.). У 1960 р. закінчила історичний факультет Харківського державного університету ім. О. Горького (тепер Харківський національний університет ім. В. Каразіна).

## Життєпис
Працювала вчителем історії в середній школі селища П'ятихатки Харківської області (1960—1963), старшим лаборантом, завідувачем кабінетом історії УРСР Харківського державного університету (1963—1965).
У 1965—1968 рр. навчалася в аспірантурі Харківського державного університету. 1968 р. О. Ф. Скакун у спеціалізованій вченій раді цього ж університету захистила дисертацію на ступінь кандидата історичних наук на тему «Історичні погляди О. Я. Єфименко».
З 1968 по 1972 рр. — старший викладач, доцент кафедри історії держави і права Харківського юридичного інституту; у 1972—1997 рр. — професор кафедри теорії держави і права цього ж інституту (з 1995 — Національна юридична академія України імені Ярослава Мудрого).
1987 р. захистила дисертацію на ступінь доктора юридичних наук в Інституті держави і права АН УРСР на тему «Політична і правова думка на Україні (1861—1917 рр.)».
1972 р. їй присвоєно вчене звання доцента, а 1990 р. — професора; 1994 р. її обрано членом-кореспондентом Академії правових наук України. З 1997 по 2010 р. — професор кафедри теорії та історії держави і права Харківського національного університету внутрішніх справ.
З 2010 р. — завідувач кафедрою правового регулювання економіки Кримського економічного інституту Київського національного економічного університету ім. Вадима Гетьмана. Була секретарем, головою правової секції Будинку вчених м. Харкова (1975—1986 рр.), членом Дорадчих зборів Української правничої фундації (1992—1997).
Під час окупації й анексії українських територій у 2014 році проф. Скакун проживала на території Автономної Республіки Крим. 27 лютого 2015 року рішенням загальних зборів Національної академії правових наук України Скакун Ольгу Федорівну було переведено з дійсних членів (академіків) в іноземні члени НАПрН України. У листопаді 2017 року було повідомлено про призупинення членства Скакун О. Ф. в НАПрН України через не підтвердження громадянства України. 
Ольга Федорівна є академіком Національної академії правових наук України (2010, з 2015-го року - іноземним членом, з 2017-го - членство призупинено) та Української академії політичних наук (1993), заслуженим юристом України (1999). Нагороджена орденом княгині Ольги 3-го ступеня (2002), знаком «Відмінник освіти України» (2004 р.), відзнаками МВС України «За розвиток науки, техніки та освіти» ІІ ступеня (2006 р.), «За сприяння органам внутрішніх справ України» (2007 р.), грамотами МВС. Заслужений професор Національного університету внутрішніх справ (2003). У 2002 р. на ІІІ Всеукраїнському конкурсі найкращих професійних надбань визнана юристом року в номінації «юрист-науковий співробітник». За значний особистий внесок у справу підготовки фахівців для української юстиції вписана Міністерством юстиції до «Золотої книги» української юстиції (1995).
Під керівництвом О. Ф. Скакун було підготовлено і захищено 25 кандидатських дисертацій.
Є членом редакційних колегій наукових періодичних видань «Право України», «Порівняльно-правові дослідження», «Вісник Харківського національного університету внутрішніх справ», «Ученые записки Таврического университета им. В. И. Вернадского. Серия: Юридические науки», «Вісник Харківського національного університету ім. В. Н. Каразіна. Серія: Право», «Державне будівництво та місцеве самоврядування» та ін.
Ольга Федорівна Скакун є автором понад 700 наукових праць, в тому числі — п'яти монографій, 19 підручників, 18 навчальних посібників і навчально-методичних видань. Найзначнішими серед них є праці: «Політична і правова думка на Україні (1861—1917 рр.)» (1987), «Іван Франко» (1987), «М. П. Драгоманов як політичний мислитель» (1993), «Теорія держави і права» (десять видань між 1996 та 2011 рр.), «Теорія держави і права (енциклопедичний курс)» (чотири видання між 2005 та 2009 рр.), «Юридична деонтологія» (п'ять видань між 1999 та 2008 рр.), «Загальне порівняльне правознавство» (2008 р.). Її підручник «Теорія права та держави» у 2009 р. отримав перше місце на конкурсі на найкраще наукове, навчальне та періодичне видання в системі МВС України.